# Hřebčín (Heřmanův Městec)
Hřebčín v Heřmanově Městci je komplex budov bývalých panských loveckých stájí v Heřmanově Městci, v okrese Chrudim v Pardubickém kraji, který nechal v roce 1875 postavit kníže Ferdinand Bonaventura Kinský. Původní stáje sloužily k ustájení koní pro parforsní hony, dostihy a koňské pólo.
Hřebčín postavený v neorománském slohu se nalézá severně od zámku v Heřmanově Městci. Budovy jsou od roku 1945 využívány jako součást hřebčína ve Slatińanech pro chov a výcvik starokladrubského vraníka. Hlavní budova slouží i k uložení sbírek postrojů. Areál hřebčína je od 1. listopadu 1991 chráněn jako nemovitá kulturní památka ČR.

## Popis
Areál hřebčína sestává z hlavní trojlodní budovy stájí s proskleným atriem. K budově stájí přiléhá na severu dvůr, obklopený čtveřicí dalších budov. Jedná se o (popisováno od západu) bývalé letní stáje, budovy bývalého psince a kovárny a další budovy letních stájí s přechodným ubytováním personálu. Severně od dvora se nalézá ohrazený prostor jízdárny. Původně k areálu hřebčína patřily i rozlehlé pastviny, navazující na komplex hřebčína na severní straně (nyní oddělené novodobou panelovou obytnou zástavbou) a nedaleká bažantnice. V rámci rekonstrukce hřebčína v roce 2021 byla přistavěna krytá kruhová jízdárna a kruhový trenažer pro koně.

## Galerie

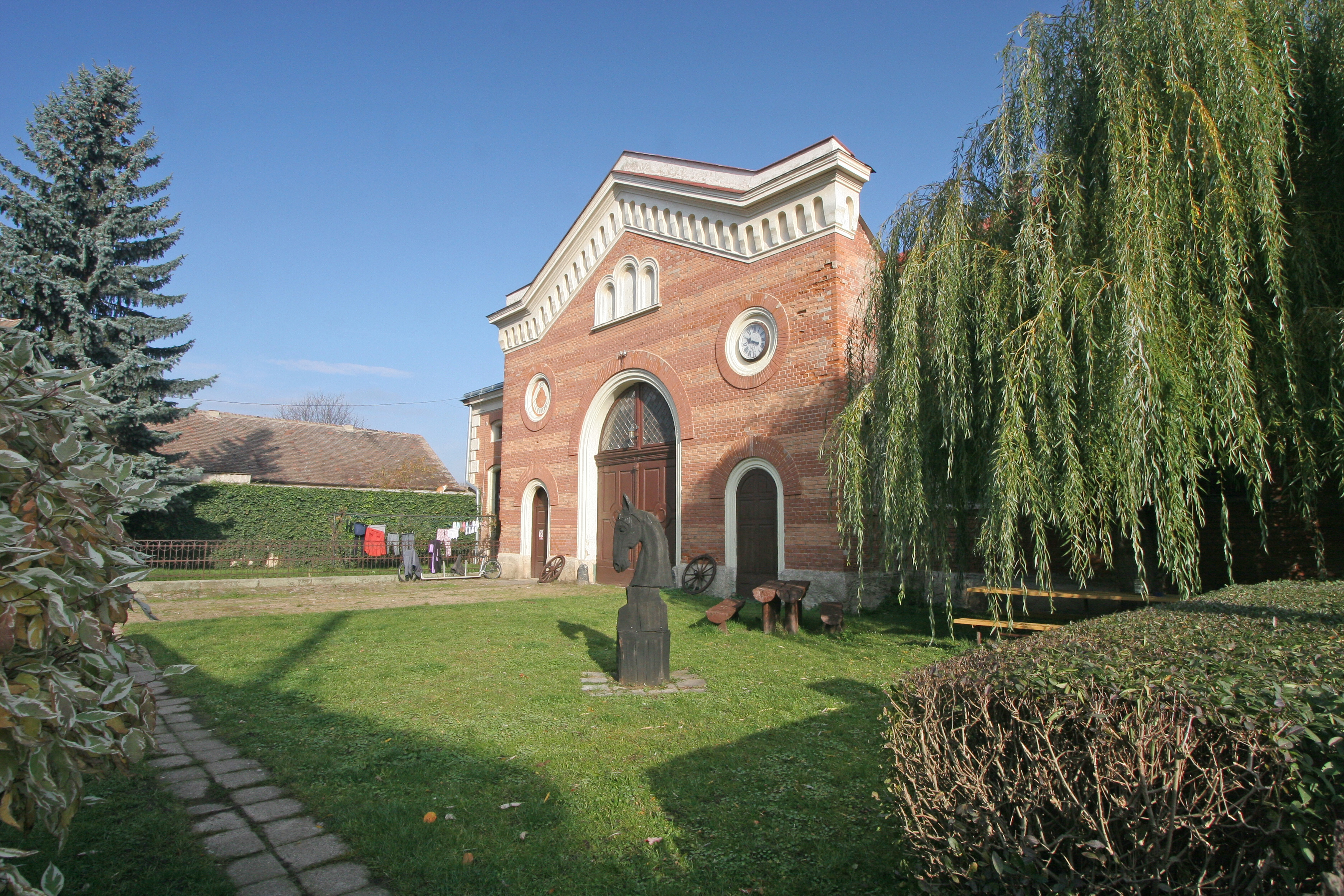
Hlavní budova loveckých stájí v Heřmanově Městci